# Cypella trimontina
Cypella trimontina es una especie de planta perenne y bulbosa del género Cypella. Es un taxón endémico de la Argentina. Sus flores son de color amarillo patito. 

## Distribución y hábitat
Cypella trimontina es un microendemismo del nordeste de la Argentina, en el sector norte de la mesopotamia de dicho país, en el centro-este de la provincia de Corrientes.
Específicamente habita en la comarca del Paraje Tres Cerros (departamento General San Martín), en las laderas rocosas de un conjunto serrano que se eleva unas pocas decenas de metros sobre la llanura loéssica, la cual está muy explotada por la explotación pecuaria y el cultivo de arroz.

## Taxonomía
Cypella trimontina fue descrita originalmente el 20 de octubre de 2009 por el botánico chileno Pierfelice (Pedro Félix, Pierre Félice) Ravenna. Su autor lo dio a conocer en su autopublicación denominada “Onira, Botanical Leaflets”.
Localidad y ejemplar tipo
El ejemplar holotipo fue colectado por el destacado botánico y fitogeógrafo hispano-argentino Ángel Lulio Cabrera el 22 de octubre de 1976, y le fue asignado el código 28162 SI. La localidad tipo es: Tres Cerros, La Cruz, provincia de Corrientes, Argentina, en las coordenadas: 29°15′S 56°65′W. Se encuentra en el Instituto de Botánica Darwinion (IBODA), y depositado en el herbario (SI) de esa institución del Barrio Parque Aguirre en el partido de San Isidro, provincia de Buenos Aires, Argentina. El isotipo se halla en el Instituto de Botánica del Nordeste (IBONE), específicamente en su herbario, el cual es identificado con el acrónimo CTES.
Etimología
Etimológicamente el término genérico Cypella deriva del idioma griego en donde kyphella, significa  ‘hueco de la oreja’, aludiendo a la forma semejante a los pliegues de una oreja que adoptan los tépalos internos de sus flores.
El término específico trimontina viene del latín y se construye con el prefijo tri que indica ‘cantidad de 3’, y montina que deriva de mons o montis, e indica la relación con los ‘montes’ o ‘cerros’, es decir ‘de tres montes’; aludiendo al nombre del paraje donde la especie habita: Tres Cerros.